# John Neville (mort en 1420)
Pour les articles homonymes, voir John Neville.
John Neville (vers 1387 – mai 1420) est un aristocrate anglais.

## Biographie
Né vers 1387, John Neville est le fils aîné de Ralph Neville, 1er comte de Westmorland, et de sa première épouse Margaret Stafford. Son père lui cède rapidement son domaine de Kirkbymoorside, situé à 13 miles de son bastion de Sheriff Hutton. Par ailleurs, Ralph Neville confie à son fils aîné la garde du château de Roxburgh entre 1408 et 1411, et lui délègue son poste de gardien des Marches le 15 mai 1414. La même année, John Neville est impliqué dans les négociations précédant le retour d'exil d'Henry Percy et arrange son mariage avec sa demi-sœur Éléonore.
Contrairement à son père qui surveille la frontière écossaise, John Neville accompagne le roi Henri V pendant ses expéditions militaires en France. Il est ainsi présent au siège de Caen en août et septembre 1417. Le 2 octobre 1417, il prend personnellement possession du château de Coucy. Le 31 du même mois, il est nommé capitaine du château et de la ville de Verneuil. Enfin, entre juillet 1418 et janvier 1419, il prend activement part au siège de Rouen auprès d'Henri V et assiste à la reddition de la ville. Reprenant son service à Verneuil, John Neville y meurt peu avant le 20 mai 1420.
Du vivant de son fils aîné, Ralph Neville a commencé à accorder à la descendance issue de son second mariage avec Jeanne Beaufort des dons en terres. Pour autant, John Neville ne semble pas s'y être opposé. Il n'est toutefois pas impossible que Ralph Neville ait modéré ces dons du vivant de John, puisque son premier testament, rédigé en 1404, favorise la descendance issue de son premier mariage. Dans son dernier testament, daté du 18 octobre 1424, Ralph Neville ne transmet que son titre de comte à Ralph, le fils aîné de John, précipitant après sa mort la querelle Neville-Neville.

## Descendance
Peu après le 29 août 1394, John Neville épouse Élisabeth Holland, une des filles de Thomas Holland, 2e comte de Kent, et de son épouse Alice FitzAlan. Le couple a quatre enfants :
- Ralph Neville (vers 1406 – 3 novembre 1484), 2e comte de Westmorland, épouse Elizabeth Percy, puis Margaret Cobham ;
- Margaret Neville (vers 1408 – 5 mai 1426/1434), épouse Thomas Lucy ;
- John Neville (vers 1410 – 28 mars 1461), 1er baron Neville, épouse Anne Holland ;
- Thomas Neville (mort le 22 février 1459), épouse Elizabeth Beaumont.